# Fly Like a Bird
"Fly Like a Bird" é uma canção de música pop-cristã escrita e produzida pelos músicos estado-unidenses Mariah Carey e James Wright para The Emancipation of Mimi (2005), o décimo álbum de estúdio de Carey. A canção foi lançada como compacto simples nos Estados Unidos em 13 de março de 2006.

## Informação
Mariah criou a letra do refrão e a melodia, enquanto Wright organizou a estrutura de acordeMariah mais tarde escreveu o resto da letra e pediu para seu pastor, o reverendo Clarence Keaton, para falar na faixa. Ele leu uma passagem dos Salmos bíblicos (30:5) no início da canção.
Assim como várias outras canções de Carey, o tema principal de "Fly Like a Bird" é Deus. Mariah pede à entidade divina para acabar com os sofrimentos da humanidade.

## Lançamento
Um compacto promocional de "Fly Like a Bird" foi primeiramente lançado nos Estados Unidos em 18 de maio de 2005. Este compacto continha "My Saving Grace", uma faixa de Charmbracelet (2002), o nono álbum de estúdio da Mariah, e foi enviado para as estações de música gospel. Fez pouco sucesso e, consequentemente, não foi enviado para estações de outros estilos musicais. Após seu lançamento oficial como compacto, no início de março de 2006, novamente a canção não obteve o êxito esperado, e as filmagens de um videoclipe foram canceladas.

## Performances ao vivo
Mariah Carey interpretou "Fly Like a Bird" pela primeira vez ao vivo durante Shelter from the Storm: A Concert for the Gulf Coast, um teleton para arrecadar dinheiro para as vítimas do Furacão Katrina, apresentado no dia 9 de setembro de 2005.
Mais tarde, em 8 de fevereiro de 2006, Mariah interpretou a canção logo após "We Belong Together" na entrega dos prêmios Grammy daquele ano. Wright tocou piano e órgão durante a performance, e Keaton repetiu sua fala ao início da canção. Sua interpretação foi aplaudida de pé e Teri Hatcher, apresentadora do prêmio seguinte, afirmou que a audiência "acabara de ser salva".
Em 8 de abril de 2008, Mariah interpretou a canção durante o segundo Idol Gives Back, especial beneficente de American Idol. A performance contou com a participação de Randy Jackson no baixo e foi lançada para download no iTunes Music Store.

## Listas
| Lista (2006)                                                  | Maior posição atingida |
| ------------------------------------------------------------- | ---------------------- |
| Billboard - Hot 100                                           | 104                    |
| Billboard - As 100 canções mais tocadas nas rádios (EUA)      | 66                     |
| Billboard - Os singles de R&B/Hip-Hop mais vendidos e tocados | 19                     |